# Lipovljani
Lipovljani falu és község Horvátországban, Sziszek-Monoszló megyében.

## Fekvése
Sziszek városától légvonalban 42, közúton 57 km-re délkeletre, az A3-as autópálya mentén fekszik.

## A község települései
A községhez Kraljeva Velika, Krivaj, Lipovljani és Piljenice települések tartoznak.

## Története
A község területe már ősidők óta lakott. Ezt igazolja a Piljenice határában található Grede I. és Grede II. valamint a Crnave nevű régészeti lelőhely, ahol ősi emberi települések, illetve erődítések nyomai találhatók. A térség legjelentősebb középkori vára a Lipovljanitól nyugatra fekvő Kraljeva Velika volt, melyet 1237-ben említenek először. Szent Mihály tiszteletére szentelt templomát 1334-ben említik, ebben az okiratban a település „Velica Regalis” néven szerepel. A vár Velikovics Péteré, majd a vránai johannita perjelségé volt. Ezután királyi birtok, később a Morovics családé, Egervári Lászlóé, a Kanizsiaké, Beriszlói Ferencé, Bánffy Jánosé, Frangepán Kristófé, Nádasdy Tamásé, végül a Szencseieké volt. A várnak különösen a 15. században volt nagy jelentősége. 1527-ben Szapolyai János király rendeletére innen hívta össze Frangepán Kristóf a körösi horvát nemzetgyűlést. Stratégiai jelentősége 1537, Pozsega török kézre kerülése után nőtt meg. 1544-ig itt húzódott az Oszmán Birodalom határa. Ebben az időszakban a térségből mintegy tízezer ember menekült az ország biztonságosabb vidékeire. Miután Szencsei Kristóf behódolt a szultánnak 1544-ben harc nélkül került török kézre és a Pakráci szandzsák részeként kétszáz évig török kézen is maradt. A török uralom idején pravoszláv vallású vlachok telepedtek meg területén. A keresztény erők többször is megpróbálták visszafoglalni, így 1546-ban és 1552-ben Erdődy Péter, 1554-ben pedig Zrínyi Miklós intézett támadást a terület visszafoglalására. Végül 1685-ben Erdődy Miklósnak sikerült visszafoglalnia. A török népesség Boszniába menekült, helyükre a 17. század végén Sziszek, Ivanicsvár és Körös vidékéről horvát családok érkeztek. A háborús időszaknak csak 1739-ben lett vége.
1773-ban az első katonai felmérés térképén a település „Dorf Lipovliane” néven szerepel. 1857-ben 839, 1910-ben 1940 lakosa volt. Pozsega vármegye Novszkai járásához tartozott. 1918-ban az új szerb-horvát-szlovén állam, majd később Jugoszlávia része lett. A II. világháború idején a Független Horvát Állam része volt. 177 helyi lakost öltek meg a jasenovaci koncentrációs táborban. A háború után enyhült a szegénység és sok ember talált munkát a közeli városokban. 1991-ben a délszláv háború előestéjén lakosságának 66%-a horvát, 10%-a ukrán, 7%-a szlovák, 5%-a cseh, 2%-a szerb nemzetiségű volt. 1991. június 25-én a független Horvátország része lett. A délszláv háborúban mindvégig horvát kézen maradt, azonban többször érték tüzérségi és légitámadások, melyek során mind emberéletben, mind anyagi károkban keletkeztek veszteségek. A háború alatt és az azt követő években az Unamentéről, Nyugat-Szlavóniából és Bosznia-Hercegovinából több mint 3000 menekült érkezett a község területére. Lipovljani községet 1993-ban alapították, területe korábban Novszka községhez tartozott. A településnek 2011-ben 2260 lakosa volt, ennek több mint 87%-a horvát nemzetiségű volt.

## Népesség
| Lakosság változása | Lakosság változása | Lakosság változása | Lakosság változása | Lakosság változása | Lakosság változása | Lakosság változása | Lakosság változása | Lakosság változása | Lakosság változása | Lakosság változása | Lakosság változása | Lakosság változása | Lakosság változása | Lakosság változása | Lakosság változása |
| ------------------ | ------------------ | ------------------ | ------------------ | ------------------ | ------------------ | ------------------ | ------------------ | ------------------ | ------------------ | ------------------ | ------------------ | ------------------ | ------------------ | ------------------ | ------------------ |
| 1857               | 1869               | 1880               | 1890               | 1900               | 1910               | 1921               | 1931               | 1948               | 1953               | 1961               | 1971               | 1981               | 1991               | 2001               | 2011               |
| 839                | 840                | 723                | 1.231              | 1.507              | 1.940              | 2.090              | 2.222              | 2.350              | 2.183              | 2.138              | 2.299              | 2.269              | 2.430              | 2.777              | 2.260              |

## Nevezetességei
- Szent József tiszteletére szentelt római katolikus temploma[4] a falu közepén egy kisebb magaslaton áll. A templomot 1772-ben építették késő barokk stílusban. Egyhajós épület félköríves apszissal. A harangtorony a nyugati homlokzat felett áll, a szentélyhez délről csatlakozik a sekrestye. A belső teret diadalív osztja ketté, a szentélyt csehsüveg boltozat fedi. A harangtornyot bádoglemezzel fedett hagymakupola díszíti. A homlokzati falhoz építették a kórust az orgonával. Az orgonát 1785-ben építették, de készítőjének neve nem ismert. 12 regiszteres, manuálos, pedálos hangszer, díszes orgonaszekrénnyel. 1885-ben Mijo Heferer műhelyében újították fel, de többszöri javítás után ma sem a legjobb állapotban van.
- A Szeplőtelen fogantatás tiszteletére szentelt görögkatolikus temploma[5] 1913 és 1923 között épült. Egyhajós épület sokszögzáródású szentéllyel, melyhez oldalt két, szimmetrikus toldalék épült, így kereszt alaprajzú lett. A harangtorony a homlokzat tengelyében áll, piramis alakú, bádoggal fedett toronysisakkal. A szentélyt a hívektől elválasztó ikonosztáz 1933-ban készült.
- A népi építészet védett emléke a Kolodvroska utca 32-es számú ház.[6] A telken a lakóházon kívül istálló, kút, tyúkól és az egykori nyári konyha maradványai találhatók. Egyemeletes, hosszúkás alaprajzú, tölgyfából készült épület utcára néző homlokzattal. Az emeleti részre nyitott lépcsőzet vezet, mely felül kis előtérré szélesedik. Fennmaradt a ház eredeti berendezésének egy része. Az istálló hosszúkás alaprajzú, részben fából, részben téglából építették. A nyeregtetős épületeket hódfarkú cseréppel fedték.

## Kultúra
- A község kulturális és művészeti egyesülete a KUD Lipa.
- Lira énekegyüttes.
- Matica hrvatska helyi szervezete.
- Matica slovačka helyi szervezete.
- KPD Ukrajinaca Karpati ukrán kulturális egyesület.
- Češka beseda Lipovljani.
- Lipovljanski susreti, a horvát nemzeti kisebbségek találkozója.

## Sport
- NK Slavonac Lipovljani labdarúgóklub.
- RK Slavonac Lipovljani kézilabdaklub.
- KK Slavonac Lipovljani tekeklub.
- ŠRK Šaran Lipovljani sporthorgászklub.
- Lipovljani vadásztársaság.
- Lithing Lipovljani kickboxklub.
- Iskrice Lipovljani tánc akrobataklub.